# فيتوتاس جيورا
فيتوتاس جيورا (بالألمانية: Vytautas Žiūra) مواليد 11 مايو 1979 في فيلنيوس، هو لاعب كرة يد ليتواني يلعب كوسط مدافع. مثل منتخب النمسا لكرة اليد.

## سجل المنافسة
شارك في البطولات التالية:
- بطولة العالم لكرة اليد للرجال 2015
- بطولة أوروبا لكرة اليد للرجال 2014